# Dicholi
Dicholi är en ort i Indien.   Den ligger i distriktet North Goa och delstaten Goa, i den sydvästra delen av landet, 1 500 km söder om huvudstaden New Delhi. Dicholi ligger 11 meter över havet och antalet invånare är 15 315.
Terrängen runt Dicholi är platt. Runt Dicholi är det tätbefolkat, med 383 invånare per kvadratkilometer. Närmaste större samhälle är Panaji, 16,7 km sydväst om Dicholi. I omgivningarna runt Dicholi växer huvudsakligen savannskog.